# دنیای مردگان
دنیای مردگان یا جهان زیرین (به انگلیسی: Underworld) اصطلاحیست عمومی برای توصیف جهانی است که ارواح مردگان پس از مرگ به آن‌جا می‌روند. دنیای مردگان اغلب در عرض گسترهٔ آب قرار دارد، مانند رود استیکس در اساطیر یونانی. مردگان زمانی در سرنوشت خود ممکن است مورد قضاوت قرار گیرند، پیش از آنکه به منطقه خاصی گسیل شوند یا زمانی روی زمین باززاده شوند. ایزدان تجدید حیات و زنده‌کننده در بسیاری از اساطیر به چشم می‌خورند، همانند ازیریس در اساطیر مصر، تموز در اساطیر بابل و آدونیس در اساطیر یونان.

## دردین رومی
هیچ باور ثابت یا اجباری در مورد زندگی پس از مرگ در روم باستان وجود نداشت. اجماع عمومی بر این بود که کسی که مرده در عالم اموات زندگی می‌کند. تأثیرات و اقتباس‌هایی از فرهنگ یونانی را می‌توان در شعرهای رومی یافت، مانند «انئید» اثر ویرژیل. در این شعر حماسی، قهرمان آئنیاس وارد جهان زیرین می‌شود و سفر به دنیای مردگان را تجربه می‌کند. آئنیاس معادل یونانی هادس را منعکس می‌کند. در اینجا آئنیاس با میدان‌های رؤیا مانند الیسیوم، جایی که ارواح مبارک ساکن هستند، و تارتاروس، «خانه لعنت‌شدگان» مواجه می‌شود. دفن‌نشده‌ها بی‌قرار در ساحل رودخانه استیکس منتظر می‌مانند. اعتقاد بر این بود که روح آنها زنده‌ها را تسخیر می‌کند. «خدایان مرتبط با دنیای زیرین»، مانند پلوتون، پرسفونه و مرکوری، به‌طور گسترده پرستش می‌شدند، به ویژه در زمان بحران شخصی. اعتقاد بر این بود که دی من‌ها ارواح یا خدایان کوچک دنیای زیرین هستند و تصور می‌شد که مردگان در زندگی پس از مرگ به صفوف آنها می‌پیوندند.
رومیان باستان یک سیستم اعتقادی پیچیده در مورد زندگی پس از مرگ داشتند. رومیان باستان بر این باور بودند که وقتی کسی می‌میرد، مرکوری، خدای پیام‌آور و پسر زئوس را ملاقات می‌کند و به رودخانه استیکس برده می‌شوند، رودخانه ای که در اطراف جهان زیرین جریان دارد. در آنجا به قایق‌نشین، خارون، باید هزینه‌ای پرداخت می‌کردند تا از رودخانه عبور کنند، جایی که داوران جهان اموات مینوس و رادامانتوس با آنها ملاقات و آنها را قضاوت می‌کردند. با این حال، رومیان باستان به لعنت ابدی اعتقاد نداشتند؛ بنابراین، پس از قضاوت، مردگان را اگر جنگجو یا قهرمان دیگری بود، به میدان‌های الیسیوم فرستادند، یا اگر یک شهروند عادی بود به دشت آسفودل می‌فرستادند. با این حال، اگر قضاوت می‌شد که فردی مرتکب جنایتی علیه جامعه شده‌است، باید به تارتاروس فرستاده می‌شد تا توسط خشمگین‌ها شکنجه شود تا زمانی که بدهی فرد به جامعه به‌طور کامل پرداخت شده باشد. در آن زمان آزاد می‌شد. هر سه منطقه از عالم اموات توسط پلوتون، برادر زئوس، اداره می‌شد.
ارکوس خدایی از دنیای مردگان بود که مردم را به خاطر شکستن عهد مجازات می‌کرد. رابطه ارکوس با مرگ و دنیای زیرین منجر به استفاده از این کلمه برای شیاطین و دیگر موجودات زیرزمینی شد.

## در فرهنگ‌ها و اساطیر
| اساطیر آلتایی  | یرلیق                               |
| اساطیر آزتک    | میتلان                              |
| اساطیر بابل    | آرالو                               |
| اساطیر بودایی  | ناراکا و نیروانا)                   |
| اساطیر سلتی    | آنون، مگ مل                         |
| اساطیر چین     | دیوو (地獄)                         |
| اساطیر مصر     | آرو، دوآت، نتر خرتت، آمنتی          |
| اساطیر مندایی  | سیناویس                             |
| اساطیر استونی  | تونلا                               |
| اساطیر فنلاند  | تونلا                               |
| اساطیر یونانی  | الوسیون، تارتاروس                   |
| اساطیر عبری    | شئول، جهنم‌دره، اپولیون              |
| اساطیر گوانچه  | تید، گوآیوتا                        |
| اساطیر هندو    | ناراکا                              |
| اساطیر ایرانی  | دوزخ                                |
| اساطیر مجاری   | آلویلاگ                             |
| اساطیر اینکا   | هانان پاچا                          |
| اساطیر اینویی  | آدلیوون                             |
| اساطیر عربی    | جهنم، برزخ                          |
| اساطیر جاین    | ناراکا                              |
| اساطیر ژاپن    | یومی                                |
| اساطیر لتونی   | آیزسائوله                           |
| اساطیر مائوری  | هاوایکی                             |
| اساطیر ماپوچه  | پلوماویدا، دگین                     |
| اساطیر مایا    | متنال، زیبالبا                      |
| اساطیر ملانزی  | بوروتو                              |
| اساطیر نوردیک  | گیمل، هل، نیفل‌هل، وینگولف           |
| اساطیر فیلیپین | کاسانان                             |
| اساطیر پلی‌نزی  | اورانگا اوترا، رانگی تواریا، پولوتو |
| اساطیر پوئبلو  | شیپاپ                               |
| اساطیر روم     | ارکوس، خدایان زیر، اورنوس           |
| اساطیر اسلاو   | پکلو، ناوا                          |
| اساطیر سومر    | دیلمون، کور، ایرکالا، هوبور         |